# College van Pontifices
Het College van Pontifices of Collegium Pontificum was in de Romeinse tijd een van de twee collegia maiores. Dit college hield de controle over de Romeinse kalender, het (sacraal) recht en de staatsreligie. Dit college stond onder de leiding van de pontifex maximus. De leden van dit college waren de pontifex maximus, de drie - later zestien - pontifices, de rex sacrorum, de zes Virgines Vestales en vijftien flamines. Ze kwamen bijeen in de regia, de voormalige ambtswoning van de rex sacrorum en nu de woning van de pontifex maximus.